# Az InuYasha szereplőinek listája

Balról jobbra: Kirara, Szango, Sippo, Kagome, Miroku és Inujasa

Inuyasha (犬夜叉, Inu kutya + Yasha démon) a címadó főszereplője mind a manga, mind az anime sorozatnak. Kitalálója Takahasi Rumiko. Nevét többféleképpen is írják: Inuyasha, InuYasha, Inu-Yasha, Inu-yasha, Inu Yasha, Inu yasha.

## Higurasi Kagome (日暮 かごめ)
Kagome protagonista egy mai korban élő fiatal, 15 éves gimnazista lány. Az egész házuk egy ősrégi szentély mellett áll. A nagyapja ennek a szentélynek a gondozója. Szereti a régi és értékes dolgokat. Kagome 15. születésnapján egy mumifikált víziördög-testrészt kapott nagyapjától. Azon a napon Kagome öccse, Szóta Bujót, a macskát kereste, akinek a hangját a szentély közelében hallotta. Mivel nem mert lemenni érte, ezért Kagomét kérte meg, hogy hozza vissza a cicát. Kagome lemegy és megtalálja Bujót, felveszi és elindul felfelé a lépcsőn, amikor a kútból karok nyúlnak fel és lerántják a lányt a mélybe, ahol egy hatalmas szörnyeteggel találkozik, aki a Szent Ékkövet(Siko no Tama)akarja megszerezni tőle. Kagome kimászik a kútból és a középkori Japánban találja magát. Ekkor találkozik először a fához szegezett, alvó Inujasával. Ám a falusiak félelmükben megkötözve a falujukba viszik, hiszen Inujasa erdejében találtak rá. Kémnek vagy szellemnek hiszik. De Kaede, a falu papnője, tanácsára mégis elengedik, hiszen nagyon hasonlít a halott nővérére, Kikjóra. A szellem, ami áthúzta a kúton, megtámadja a falut és Kagome vissza menekül az erdőbe. Inujasa felébred Kagome hangjára. Kagome testéből a jókai (szellem) kiszakítja a Sikon no Tamát (Szent ékkő). Inujasa régóta meg akarja szerezni az Ékkövet, ezért felajánlja a segítségét. Ehhez előbb Kagoménak ki kell húznia a nyilat a vállából, amivel ötven évvel ezelőtt Kikjó a fához szegezte őt. Mikor kihúzza a nyilat, visszatér az ereje és ezután el is pusztítja a támadót.Közben  Kagométól meg akarja szerezni a Négy Lélek Szentékkövét, de ő nem adja oda neki, így menekülnie kell Inujasa elől. Ezek után Kaede előveszi a kotodamát és ráolvasással megigézi; szól Kagoménak, hogy mondja ki a leigázás szavát, vagyis hogy fekszik (oszuvari).  Inujasa nyaka köré gyűlt gyöngyszemek nyaklánccá állnak össze, amit képtelenség levenni, valamint ha Kagome kimondja a fekszik szót, Inujasa ártalmatlanul a földre esik, mintha valami nagy súly húzná le. Ha Kagome nem figyel oda jól, akkor a Sikon no Tama rossz kézbe kerülhet. Most már az ő papnői feladata az Ékkő védelme. Kagome viszont még nem elég magabiztos, és egy varjúnak sikerül megszereznie tőle. Inujasa többször is lecsap a madárra, de mivel az Ékkő hatalmát használja, a teste újra összeáll és tovább repül. Kagome, hogy visszaszerezze, megpróbálja egy nyílvesszővel lelőni, de nem találja el a jókait. Végül a madár egyik leszakadt lábát köti hozzá a nyílhoz, mert azt vonzza az Ékkő. Az újbóli próbálkozás után eltalálja, a Sikon no Tama viszont több ezer darabra törik és szétszóródik egész Japánban. Kagome sokáig marad ebben a korban, majd később sikerül csak hazatérnie. Inujasa azonban visszaviszi, mert szüksége van rá, ugyanis Kagome látja a széttört ékkő darabjait, amire nem mindenki képes. Inujasa és Kagome végül együtt kezdik el a szilánkok keresését. Később csatlakozik hozzájuk Mjoga, Sippó, Miroku, Szango és Kirara.
Nevének jelentése: Ketrecbe zárt madár
- Hangjai:
  - japán: Jukino Szacuki
  - angol: Moneca Stori
  - magyar: Molnár Ilona

## Szango (珊瑚)
Szango a szellemirtók falujában élt. Naraku megtámadja a falujukat az Ékkő (Sikon no Tama) egy szilánkja miatt. A legjobb szellemirtókat pedig elcsalja saját palotájához. Naraku átveszi az uralmat Szango öccse, Kohaku felett, és a fiúval lemészároltatja az összes ottlévő szellemirtót. Eleinte úgy tűnik, hogy Szangót is, de a lány nagy nehezen túléli. Naraku egy ékkőszilánkot helyez Szango testébe, amitől meggyógyul és erősebb lesz. Naraku elhiteti Szangóval, hogy Inujasa mészárolta le a faluját. A lány bosszút esküszik. Amikor találkozik Inujasával és csapatával, meg akarja ölni a félszellemet. Idővel kiderül, hogy Inuyasha ártatlan, és Szango velük tart, hogy megbosszulja Kohaku, az apja és faluja lemészárolását. (Kohaku nem halott, Naraku irányítja az ékkőszilánkkal, ha azt kiveszik belőle, meghal.)
Egy alkalommal még arra is ráveszi Szangót, hogy hozza el neki Inujasa kardját, a Tesszaigát, öccse érdekében.
Nevének jelentése: korall (infó: Inumegirl)
- Hangjai:
  - japán: Kuvasima Hóko
  - angol: Kelly Sheridan
  - magyar: Bogdányi Titanilla

## InuYasha (犬夜叉)
Félig kutya-démon és félig emberi lény. A neve japánból kutya-szellemlényt jelent és ezért nem szokás magyarosítani. Kora a sorozatok alapján – biológiailag – 19-20 év magasságában szocializálatlan kamaszkorú, de 50 évig fagyasztó átokban részesül. Emellett a 3. mozifilm készítői logikátlanul megváltoztatták az idővonalat. Kissé deviáns és antiszociális viselkedésű, sehová sem sikerült beilleszkednie, születését követő napokban édesapja meghalt, majd gyerekkorában édesanyja is korán távozott az élők sorából. 50 évvel korábban meg akarta szerezni a szent ékkőt, hogy teljesen szellemlénnyé vagy emberré változzon. Beleszeretett egy papnőbe, aki miatt végül emberré változott volna. Ám látszólag kijátszották egymást és a papnő fához szegezte az átokkal. Jövőből átkerült Kagome nevű tinilány a fához szegezve talál rá, valahogyan véletlenül felébreszti InuYashá-t, egy üldöző démon miatt InuYasha segítséget ajánl, Kagome kiszabadítja. InuYasha az ékkőért cserébe átgázolna mindenkin és szellemlénnyé szeretne válni sokáig. Ám Kagome is papnői képességekkel bír és megférkőzi őt. Kagome véletlenül darabokra szakítja az ékkövet, az szétszóródik a szigetvilágban, kényszeres összefogással együtt indulnak kalandozni a szent ékkő miatt, InuYasha múltjából felbukkan egy álságos gonosztevő, az a gonosztevő felelős valójában a múlt eseményeiért. Időközben barátokra tesznek szert, InuYasha modora lassan változni kezd, aggódást és segítségnyújtási készséget kezd érezni a bajbajutottak iránt, illetve egyre szorosabb érzelmeket kezd érezni Kagome iránt. Majd sokára szellemi átalakulását teljesen átgondolja saját maga miatt és az ékkő sötét-baljós titkai miatt is... A YashaHime sorozat idővonalában lánya születik, ő fél-szellemlény első ágú gyermekeként még szintén féldémon és így szinte ugyanolyan erővel is rendelkezik.
- Hangjai: 
  - japán: kappei yamaguchi
  - angol: ceapa inukul
  - magyar: Moser Károly

## Miroku (弥勒)
Miroku nagyapját Naraku megátkozta egy szörnyű átokkal, ami családja férfi tagjaira száll. Az átok a jobb tenyerén lévő lyuk, ami mindent beszív, mint egy örvény. Ez az átok végzett Miroku Nagyapjával, és apjával is, és így Miroku árva lett. Mushin nevelte fel. Miroku, mint szerzetes járja a vidéket. A falvakban minden szép lányt megkérdez, hogy lenne-e a gyermekeinek anyja. Van egy hajlama, ami miatt a keze mindig a lányok fenekén köt ki. Kagome is megtapasztalhatta ezt. Végül, miután csatlakozott Inujasa és Kagome kis csapatához, találkozott Szangóval, és vele is megtette – kicsit késve – a szokásos dolgait. Viszont egy idő után beleszeret Szangóba, amit később a lány is viszonoz. Célja az, hogy elpusztítsa Narakut, és így megmeneküljön a kezén lévő átoktól, és halálától, amit a lyuk okozna…
Neve jelentése:pap, messiás (És a Hósi jelentése a szerzetes)
- Hangjai:
  - japán: Cudzsitani Kódzsi
  - angol: Kirby Morrow
  - magyar: Markovics Tamás

## Sippó (七宝)
Sippó és kicune-jókai, vagyis egy róka-szellem. Apjával élt, akihez egy nap ékkőszilánk került. E miatt támadtak rájuk a villám-fivérek, hogy a szilánkot elvegyék és megölték Sippó apját. Sippó egyedül maradt, és meg akarta bosszulni apja halálát. Ő maga gyenge volt, és neki is szilánkokra volt szüksége. Ellopott egyet Kagométől, de a szilánk vonzza a villám-fivéreket. Kagome persze segíteni akart a kis kölyöknek. Ez által keveredett bele Sippó bosszújába Inujasa és Kagome. Végül Inuyasha segít, legyőzi a fivéreket, így Sippó bosszúja beteljesül. Miután árva kölyök nem akart egyedül maradni, Inujasa és Kagome megengedte, hogy ő is velük menjen.
Egyik támadása a Kicune-bi(róka-tűz). Okos kis kölyök, és sok mindent ért, amit Inujasa egyáltalán nem (például, mikor Miroku és Szango kapcsolatáról beszélnek).
Neve jelentése: 7 ékszer (téves hitek, hogy keverik a farok jelentéssel!　Bizonyítás jelekkel: farok=尻尾 7 ékszer=七宝)
- Hangjai:
  - japán: Vatanabe Kumiko
  - angol: Jillian Michaels
  - magyar: Steiner Kristóf

## Kikjó (桔梗)
Kikjó egy miko, vagyis papnő és egy kis faluban élt húgával, Kaedével. Rengeteg jókai támadta már meg, de erős volt és sikerült mindegyikkel végeznie. A szellemirtók és Kikjó mestere végül rábízták a Sikon no Tama védelmét, mert csak tiszta szívű papnő képes megtisztítani azt. Cubaki, Kikjó egyik riválisa megpróbálta elvenni, de az átok, amit küldött visszaszállt rá. A Sikon no Tama vonzta a gonosz lények. (jókai és ember egyaránt) Kaede egy ilyen csapáskor megsebesült a jobb szemén. Kikjó egy férfit ápolt egy kis barlangban, Onigumót, aki nem tudott mozogni. Inujasa is megjelent, és egyben védte is a Sikon no Tamát, mert magának akarta. Kikjó nem bízott benne ezért készített neki valamit, ami a kotodama volt. Neki akarta adni, de Inujasa is adott neki valamit, amitől meggondolta magát, és nem adta oda. Kikjó nem ismerhette be, hogy szereti Inujasát, mert a gyengeségét rögtön megérezték volna a szellemek. Egy napon elmondta neki, hogy ha arra használná az Ékkövet, hogy ha Inuyasha teljesen emberré változzon az Ékkő eltűnne. Inuyasha is beleszeretett, így beleegyezett. Másnap Naraku – aki Onigumó testéből született úgy, hogy az feláldozta magát a szellemeknek – hatalmat akart, ezért is kellett neki a Sikon no Tama. Amikor Kikjó a megbeszélt helyre vitte az Ékkövet Inuyasha képében, megtámadta és súlyosan megsebesítette az igazi. Majd Naraku a Sikon no Tamát visszatette a helyére, a falusi szentélybe. Ezután Naraku Kikjó alakjában megtámadta Inujasát, aki elárulva érezte magát és elment az Ékkőért. Kikjó ekkor ért be a faluba és szent nyílvesszejével egy fához szegezte Inujasát. De mivel szerette nem tudta megölni és így a nyíl csak örökre elaltatta. Kikjó végül a sérülés miatt meghalt, és az Ékkövet elégették a testével együtt, így a Sikon no Tama nem kerülhet többé rossz kezekbe. Kagome az ő reinkarnációja és benne született újjá az Ékkő. Később Uraszue, egy boszorkány ellopja Kikjó hamvait és az agyaghoz hozzáadva újraalkotta a papnő testét, hogy segítsen neki Ékkövet keresni. Ám a bábu nem éled fel, mert a papnő már Kagoméban újjá született, ezért Urasue egy főzettel kiszívja Kagome lelkét. Inujasa pedig nem tudja, mit tegyen. Kikjó gyűlölettel a szívében halt meg és most is Inuyasának ront, aki nem érti a helyzetet. Kikjó csak lelkekkel tudja összetartani agyagtestét és végül elmenekül, mert Kagome visszaveszi a lelkét.
Naraku pedig testében lévő emberi szív (Onigumó) miatt nem képes megölni őt.
Neve jelentése: Kínai harangvirág
- Hangjai:
  - japán: Hidaka Noriko
  - angol: Willow Johnson
  - magyar: Szabó Gertrúd

## Szessómaru (殺生丸)
Szessómaru apja a nagy Inu no Taiso (kutya-vezér) volt. Anyja, Szeija, szintén tisztavérű kutya-szellem. Inuyasha féltestvére. Lenézi az embereket és a félszellemeket, így öccsét is. Kegyetlen, hidegvérrel öl, és már a jelenléte is félelmetes. Szessómaru az agyarat keresi, amit apja rejtett el saját sírjában. Szolgálója, Dzsaken s annak fegyvere, a kétfejű botja segítségével égen-földön kutatják a sír helyét. Mikor megtalálták Szessómaru elment a helyre és lemészárolta (vélhetően) az őrzőit, de hiába, mert nem ott volt, amit kerestek. Senki nem tudta hol van a valódi sír, csak egy homályos mondóka ("Szem sohasem láthatja, végső nyughelyét ki őrzi, titkát soha fel nem fedi.") állt birtokában. Ekkor végső esetben egy személyhez fordulhatott, a hőn szeretett öccséhez. Inuyasha nem tudott semmit, de végül Szessómaru rájött, hogy a sír bejárata Inuyasha jobb szemében elrejtett fekete gyöngy. Belépve oda, apjuk sírjában megtalálta a kardot, de a Tesszaiga nem engedte, hogy Szessómaru hozzáérjen. Ugyan Inujasa hozzá tudott érni, de nem tudta kihúzni, mert nem rendelkezett a vággyal, hogy megvédje az embereket. A két testvér összecsap, és harcuk közben egy balszerencse (szerencse?) folytán Kagome kezébe kerül a kard, s majdnem életével fizet érte. Túlélve Szessómaru támadását Inuyashának nyújtja a kardot. Ezt látva Szessómaru átváltozik valódi szellem alakjába, ilyenkor az össze erejét használja, a Tesszaiga pedig egy rozsdás kard volt Inuyasha kezében. Végül Inujasa úgy dönt, hogy megvédi Kagomét, ekkor lüktetni kell a kard és átváltozik. Az átváltozott karddal levágta Szessómaru bal karját. Egy későbbi csatájuk folytán kis híján meghal, de a saját kardja, a Tenszeiga megmenti életét. Ekkor ismeri meg a kis halandó kislányt, Rint, aki segíteni akar és ételeket hoz neki, de Szessómaru nem fogadja el. Kóga farkasai megtámadják a falut, és Rin is meghal. Szessómaru érzi a vére szagát, és végül a Tenszegia késztetésére megmenti, Rin csatlakozik hozzájuk és ezek után Szessómaru megvédi a kislányt.
Mivel nem tudja megszerezni a Tesszaigát, készített magának egy kardot, annak a szellemnek a fogaiból, aki kettéharapta a Tesszaigát (Gosinki- Naraku reinkarnációja. Inuyasha itt változik a sorozat alatt először teljesen szellemmé, és így végez vele). Mivel Tótószai nem hajlandó arra, hogy kovácsoljon neki kardot, egykori tanítványát, Kadzsidzsimbót bízza meg, aki elkészíti.
A Tokidzsin hatalmas erejű fegyver, egy szinten áll a Tesszaigával.
Neve jelentése: Gyilkoló kör (A Szessó jelenti a gyilkolást, ölést, a maru, általános férfi nevek végén, jelenti a kört), de egyes fordítások szerint Az élet körének megszakítója. Angol nyelvben előszeretettel fordítják Arisztokrata Gyilkosnak is.
- Hangjai:
  - japán: Narita Ken
  - angol: David Kaye
  - magyar: Damu Roland (A 4. mozifilmben Varga Gábor a magyar hangja.)

## Naraku (奈落)
Onigumo egy égési sérülés miatt képtelen mozogni, és testet akar, ezért a sok jókai segítségét kéri, hogy újra járhasson. Így születik meg Naraku. Naraku Inujasa képében ráveszi a papnőt, hogy hozza el a Szent Ékkövet hogy emberré változhasson. Naraku hatalmat akart, ezért is kellett neki a Sikon no Tama hatalmas ereje. Naraku ezek után vándorol, és várta, amíg az ékkő újra ezen a világon nem lesz.Így találkozik a még nem létező Sicsinintai vezérével. Mikor újra idekerül a Sikon no Tama és darabokra törik ő is elkezdi összeszedi a darabokat. Mikor elég nagyot szedett össze, képes lesz saját teremtmények létrehozására. A Hakurei-zan körüli pajzs, amit Hakusi Sonin hozott létre megvédi őt addig, amíg nem sikerül új és erősebb testet kialakítania. Inkarnációi: Kagura (kaze cukai), Kanna (fegyvere: tükör), Gosinki (képes gondolatokban olvasni, tudja, ellenfele mit akar), Dzsúrómaru és Kagerómaru, Muszó (Onigumo), Hakudóhi (lelkekbe lát), Hakudósi másik fele (Akago), Mórjómaru, Bjakuja (illúzió mestere).
Neve jelentése: Pokol
- Hangjai:
  - japán: Tosijuki Morikava
  - angol: Paul Dobson
  - magyar: Láng Balázs

## Kagura (神楽)
Kagura Naraku egyik inkarnációja. Naraku testéből született meg. Kaze jókai. Ural minden szelet, és ezzel kicsit megnehezítette Inujasa dolgát, mert Inujasa a két szél érintkezésénél találja meg azt, ahova lecsapva tud támadni. Kagura ezt tudta, és nem engedte, hogy láthassa. Kagome eltérítette a szelet, és Inujasa így le tudott csapni és a Kaze no kizuval eltalálta, de Kagura el tudott menekülni, és csak panaszkodott, hogy ezt nem mondta neki senki, végül dühében rátámadt Naraku-ra (neki panaszkodott, hogy feláldozta, hogy megtudja, hogy Inujasa milyen erős). Naraku kezében ott van Kagura szíve, így ha rosszat tesz, vagy ellene fordul rögtön meg tudja ölni. Kagura utálja Narakut és meg akar tőle szabadulni, hogy szabad lehessen, mint a szél. Egyre csak abban bízik, hogy Inuyasha vagy Szessómaru felerősödik és majd legyőzi Narakút. Végül visszakapja szívét, de nem marad sokáig életben, mert Naraku csak a miasmával megmérgezve adta neki vissza. Szessómaru nem tudja megmenteni őt és eltűnik (manga 374).
Neve jelentése: régi Sinto zene és tánc
- Hangjai:
  - japán: Ógami Izumi
  - angol: Janyse Jaud
  - magyar: Csampisz Ildikó

## Kohaku (琥珀)
Kohaku Szango öccse. Narakút szolgálja, persze nem önakaratból. Ugyanis Naraku által halt meg, de végül egy Ékkő segítségével életben maradt. Ez az Ékkő a hátában van, amivel Naraku irányítani tudja testét. A memóriáját saját kérésére Naraku kitörölte, és nem emlékszik ami a halála előtt történt.
Nevének jelentése: borostyán
- Hangjai:
  - japán: Jadzsima Akiko
  - angol: Alex Doduk
  - magyar: Berkes Bence, majd Czető Ádám

## Sicsinintai no Bankocu (七人隊 の 蛮骨)
- Róla: A csapat legfiatalabbja, legerősebbje, és a vezetője. A csapat vezére cím azért is illeti, mert puszta kézzel is erősebb társainál. Körül-belül 17 éves (halála előtt).
- Öltözék: Fehér ruha, kék mintával és a páncél is hasonló színezésű.
- Fegyver: Banrjú, amit a "legjobb barátjának" nevez.
- Megjelenése a történetben: (Episode 109) Vissza akarja szerezni a "legjobb barátját", és bosszút akar állni saját halálukért. Levelet próbál írni, de nem tud, végül Renkocu írja meg: "Mossátok meg a nyakatok." Támadás végeztével megvárják, hogy a "kutya" kiszagolja őket. Eléggé kitűnő viselkedésű, vicces alak. Legjobban Dzsakocu mellett szeret lenni, mert Dzsakocu tényleg követi parancsát, és csak ő van rá tekintettel. Ketten alakították meg a csapatot.
- Neve jelentése: Barbár csont.
- Hangjai:
  - japán: Kuszao Takesi
  - angol: Matt Hill
  - magyar: Haagen Imre

## Sicsinintai no Ginkocu (七人隊 の 銀骨)
- Róla: Gépes egy kicsit. Még átalakul is egyszer. Legtöbbet Renkocu mellett látjuk.
- Öltözék: Teste egy gép, a jobb karja igazi kar, míg a bal robotkéz. Hátán hatalmas "szeletelő vágó része", huzalok, de egyéb fegyvereket is tartalmaz.
- Fegyver: Egy beépített fegyvertár. Hátán hatalmas "szeletelő-vágó része", huzalok, de egyéb fegyvereket is tartalmaz.~
- Megjelenése a történetben: (Episode 104) Renkocu küldte Inujasáék ellen. Többször is elbánik vele Inujasa, de nem lesz túl nagy baja. A második ilyen támadásnál új testet kap, ami már tényleg egy gépre hasonlít. Gurul, mert akkor már nincs lába. Kóga megtámadta Renkocút, és hogy megölje a farkast, felrobbantotta magát.
- Neve jelentése: ezüst csont.
- Hangjai:
  - japán: Egava Hiszao
  - angol: Mark Gibbon
  - magyar: Vári Attila

## Sicsinintai no Dzsakocu (七人隊 の 蛇骨)
- Róla: Bolondos, furcsa és … (Férfi, aki imádja a férfiakat.) Neki főleg Inuyasha a kedvence. Amikor mozogni se tud (120.) Inuyasha keze által akar meghalni, hogy békében nyugodhasson.
- Öltözék: Egyik az, világos-lila zöld levélmintával. Amikor a lila elszakad, felvesz egy másikat, ami sárga sötét-zöld virágmintával. A páncélt a ruha alatt hordja, ami kígyóbőrmintás és lila.
- Fegyver: Dzsakocutó
- Megjelenése a történetben: (Episode 102) Dzsakocu és Kohaku beszélget, hogy milyen Inujasa, és alig várja, hogy találkozhasson vele. Kiválóan forgatja kardját, ami képes több embert is megölni egyszerre. Csak Inujasa tetszik neki, de Miroku is elég szexi neki. Kóga nem az eset. Szessómaru, mikor közelebbről megnézi, csak akkor mondja, hogy ő se rossz. Bankocu és ő közte van egy erős barátság.
- Neve jelentése: Kígyó csont.
- Hangjai:
  - japán: Orikasza Ai
  - angol: Jenn Forgie
  - magyar: Pálmai Szabolcs

## Sicsinintai no Kjókocu (七人隊 の 凶骨)
- Róla: Hatalmas termete. És éhsége…
- Öltözék: Egyszerű ruha, páncéllal.
- Fegyver: Láncos "golyó", amit a darazsak alkotnak meg.
- Megjelenése a történetben: (Episode 102) Szellemeket képes volt megtámadni, és meg is enni. (Osó szama nem tudja elpusztítani és elmenekülnek.) A farkas-falkát is megtámadja. Kóga harcol vele. Ostobaságakor össze akarja nyomni és megenni, de Kóga az ékkövét kiveszi. Kjókocu visszaváltozik csonttá. De Kóga nem tudja megszerezni a szilánkot.
- Neve jelentése: Sötét/gonosz csont.
- Hangjai:
  - japán: Góri Daiszuke
  - angol: Mark Gibbon
  - magyar: Bolla Róbert

## Sicsinintai no Mukocu (七人隊 の 霧骨)
- Róla*: A Sicsinintai méregkeverője. Szessómaru öli meg.
- Neve jelentése: Köd csont.
- Hangjai:
  - japán: Inada Tecu
  - angol: Trevor Devall
  - magyar: Albert Péter

## Sicsinintai no Renkocu (七人隊 の 煉骨)
- Róla*: Ő alakítja át Ginkocu fémtestét egy járművé.
- Fegyver: Tud tüzet fújni a szájából.
- Megjelenése a történetben: (Episode 102-103) Épp egy kolostort kezd birtokba venni a szerzetesektől, és rögtön be is költözik. Ellenük küldi Renkocút, hogy megölje Inujasa barátait. A barlang mélyén van a műhelye, és ott éppen a Ginkocu fémtestét alakítja át. Bankocu öli meg, és elveszi tőle az ékkőszilánk darabjait is.
- Neve jelentése: Fémfeldolgozó csont
- Hangjai:
  - japán: Szugita Tomokazu
  - angol: Brian Drummond
  - magyar: Varga Rókus

## Sicsinintai no Szuikocu (七人隊 の 睡骨)
- Róla: Két külön álló személyiség, egy orvos és egy zsoldos-csapat tagja.
- Öltözék: Egy kék ruha haloványabb mintával. Eleinte egy mellény van ennek tetején, de mikor átváltozik gonosszá, akkor páncélt vesz rá.
- Fegyver: Olyan, mint egy karom (kettő, de mindkét kezén van).
- Megjelenése a történetben: (Episode 107) A falu orvosa. Segít az ottaniaknak. A gyerekeket ő neveli. Kikjó ott segédkezik mellette. Nem bírja a vér látványát se. Amikor megjelenik Dzsakocu, Ginkocu és Renkocu, és ők áttérítik a rossz oldalra. Visszatér, már Rin is vele van. Olyan, mint az orvos, mégis megöli az emberek, de a gyerekeket akkor sem meri. Végül Kikjó egy nyílvesszővel megtisztítja a szilánkját, és jóként hal meg.
- Neve jelentése: Alvó csont.
- Hangjai:
  - japán: Hiroaki Hirata
  - angol: Michael Donovan
  - magyar: Magyar Bálint

## Sikon no Tama (四魂の玉)
A Sikon no Tama, vagy magyarul a Négy Lélek Szent Ékköve Midoriko lelkéből és erejéből született meg. A Négy lélek: Aramitama (荒魂, Bátorság), Nigimitama (和魂, barátság), Kusimitama (奇魂, bölcsesség) és Szakimitama (幸魂, szeretet).
Az Ékkő belsején Midoriko és a szellemek lelke az örökkévalóságig harcol, vagyis addig, míg a kő létezik.

## Egyéb szereplők

### Mijóga
Inujasa apjának a szolgálója volt, mellesleg egy bolha, nagyon okos, és persze nagyon gyáva. Mindent tud és minden szellemet ismer, így az ő jelenléte is nagyon fontos. Csata közben mindig eltűnik. Az első mozifilmben például Inujasa kénytelen magához kötözni. Gyávaságával sokszor magára haragítja Inujasát, viszont előfordul az is, hogy ő menti meg Kagome, Szango és Miroku életét.
Hangjai:
- - japán: Ogata Kenicsi
  - angol: Paul Dobson
  - magyar: Pálfai Péter

### Midoriko
Midoriko egy nagyhatalmú Miko [papnő] hatalmas spirituális (szellemi) ereje volt. Réges-rég élt japánban a démonirtók falujában született. Ő általa keletkezett a Sikon no Tama [Négy lélek gyöngye] Midoriko képes volt egyszerre több démonnal is elbánni úgy, hogy megérintette a démonok lelkét ami ettől megtisztult. A démonok cselt eszeltek ki. 1000 démon egyesült így egy testben próbálják legyőzni a papnőt. A küzdelem hét nap hét éjjel zajlott. Midoriko nem bírt a hatalmas túlerővel elfáradt de az utolsó erejével sikerülét megérintenie a démonok lelkét de az erőfeszítéstől a saját lelke kiszakadt a testéből. Midoriko testéből kiszakadt a lelke az a Sikon no Tama. Ebben a szent gyöngyben azonban Midoriko és a démonok lelkei tovább léteznek és attól függően kihez kerül a gyöngy jó vagy rossz lényhez a benne küzdő lelkek közül vagy a démonok, vagy Midoriko kerül fölénybe.

### Dzsaken
Dzsaken egy falu vezetője volt ahol hozzá hasonló lények éltek. Történt egyszer, hogy falujukat megtámadta egy démon. Dzsakennek kellett volna megküzdeni vele de ekkor megjelent Szessómaru aki könnyűszerrel legyőzte az ellenséges démont. Na nem azért tette mert szándékában állt volna segíteni Dzsakennek és társainak hanem azért mert utjában volt a démon. Ezek után Dzsaken úgy döntött szolgálni fogja a nagy erejű démont. Így vált Szessómaru szolgájává. Van egy botja is aminek két feje van: egy férfi ami tüzet fúj és egy nő aki utat mutat bizonyos esetekben. Dzsaken igazi talpnyaló fajta. Szessómaru amikor megunja simán átgyalogol rajta és nem sokat törődik vele. Kicsit Dzsaken is tart attól, hogy baja eshet mivel Szessómaru ha harcol nem nagyon néz körbe mit pusztít és mit nem.
- Hangjai:
  - japán: Nagasima Júicsi
  - angol: Don Brown
  - magyar: Katona Zoltán

### Rin
Rin egy kis árva lány szüleit a útonállok ölték meg. Falujában nincs ép a legjobb sorsa sokat bántják és dolgoztatják. Egy napon az erdőben megpillant egy démont ő Szessómaru aki egy Inujasával vívott komoly harc után pihen az erdőben és nem éppen kedves a lánnyal mikor észreveszi. Rin bár kicsit megijed tőle mégis nagy gonddal vizet és élelmet visz a démonnak és igen kedvesen viselkedik vele pedig ezt ő nem igényli. Persze az élelmet a faluból hozza ahol verést kapott amiért elvitte. Nem sokkal ezután Kóga a farkasdémon farkasai lemészárolják a falubelieket Rin menekülni próbál az erdőbe ahol a démonnal találkozott de már nem ér oda a farkasok elkapják és megölik. Szessómaru aki mivel már kiheverte a harcot ép távozóban van megérzi a vér és a farkasok szagát. Visszamegy az erdőbe ahol megtalálja a halott lányt és ekkor próbálja ki apjától kapott kardjának hatalmát és feltámasztja a lányt. Rin ezek után nem tágít Szessómaru mellől semmi kedve újra emberek között élni és semmi pénzért nem hagyná el megmentőjét. Bár Szessómaru látszólag nem éppen a szeretet mintaszobra Rinnek igen jó sora van mellette. A lány igen nagy hatással van a kegyetlen démonra aki sokat változik miatta. Rin roppant ragaszkodó kedves lány kicsit félénk főleg a farkasoktól fél mégis gyakran igen nagy bátorságról tesz tanúbizonyságot. Amikor például Dzsaent Szessómaru szolgáját megcsípik Naraku darazsai életét kockára téve megy el orvosságot hozni neki.
- Hangjai:
  - japán: Noto Mamiko
  - angol: Brenna O'Brien
  - magyar: Kántor Kitty

### Ah és Un
Ah és Un (vagy egyszerűen csak Aun) Szessómaru kétfejű sárkánylova. A szájából kékes tüzet fúj. Nem lehet pontosan tudni Szessómaru mikor és hol tett rá szert. Hűségesen szolgálja Szessómarút, bár többnyire Rin és Dzsaken az aki a hátán utazik. Nem igazán mondható, hogy gonosz lenne, inkább jónak mondható. Amikor Dzsakent megcsípik Naraku mérgező darazsai és Rin elmegy gyógynövényeket keresni, megvédi őt a növény közelében tanyázó démonoktól. Dzsakennel szemben néha megmakacsolja magát, de ez nem mondhatni, hogy túlzottan jellemző tulajdonsága lenne.

### Kaede (楓)
Kaede Kikjó kishúga a történet idején már öregasszony. Ő is egy papnő de ereje jóval kisebb mint Kikjóé volt. Jobb szemének világát egy démonok ellen vívott csatában vesztette el még kis korában, akkoriban amikor Inujasa és Kikjó kezdték megkedvelni egymást. Kikjó halála után mikor felnőtt ő lett a falu vezetője ahol éltek.
Nevének jelentése: juhar(fa)
- Hangjai:
  - japán: Kjóda Hiszako
  - angol: Pam Hyatt
  - magyar: Kassai Ilona

### Higurasi Szóta
Szóta Kagome kisöccse Tokióban született, mamájával, nagyapjával és Kagoméval éli mindennapos életét. Egy teljesen átlagos modern kori kisgyerek. Néha kicsit civakodnak Kagoméval de semmi komoly. Miután megismeri Inujasát, mikor meglátogatja őket a modernkori Japánban, viszonylag hamar összehaverkodik vele.
- Hangjai:
  - japán: Nagakava Akiko
  - angol: Saffron Henderson
  - magyar: Jelinek Márk Berkes Bence (38. epizód)

### Bujó
Bujó Kagome macskája. Eléggé elkényeztetett, kissé dundi. Jó dolga van a családnál, egész nap csak lustálkodik. Életébe egy kis színt Inujasa visz aki sokat piszkálja, játszik vele, dögönyözi. Ahhoz képest, hogy Inujasa kutyadémon egész jól elvan vele (Bár egyszer addig piszkálta mígnem Bujó megkarmolta, de ettől eltekintve Bujó Inujasa kedvenc szórakozása Kagomééknél).

### Sóga
Sóga egy bolhadémon nő már nem éppen fiatal és Mjóga felesége akar lenni, akinek eszében sincs. Inujasáék mérgesek Mjógára, mert Sóga megszállta őket és Mjóga tudta, hogy kiteszi ezért kényszerítik az esküvőre, aki egy közönséges bolhát öltöztet be maga helyett, és mire észreveszik, hogy nem ő az, addigra már messze jár. Sóga így ismét hoppon marad.
- Hangjai: (65. epizód)
  - japán: Aszó Mijoko
  - angol: Brian Dobson
  - magyar: Illyés Mari

### Szacuki
Szacuki egy kis faluban él egyedül bátyját várja aki elment a háborúba. A többi gyerek sokat bántja. Sippó is pont egy ilyen verekedésnél látja meg először és segít neki. Később egy gyíkdémon álcázza magát Szacuki bátyjának, hogy megszerezze tőle azt az hamis ékkődarabot amit még a bátyja hagyott rá, mielőtt elment a háborúba. Sippó észreveszi, hogy a démon átveri Sacukit és segít neki Inujasáék segítségével legyőzik a démont. Ezután sajnos el kell búcsúzniuk, mivel Sippóék tovább indulnak. A búcsú nem könnyű, mert Sippó beleszeret. Szacuki Sippó első szerelme.
- Hangjai: (55. epizód)
  - japán: Kuroda Jumi
  - angol:Caroline Chan
  - magyar: Csuha Borbála

### Kirara
Kirara Szango démoncicája egy kismacska de ha kell át tud változni ekkor már nem is olyan kicsi inkább egy kardfugú tigrisre hasonlít és még repülni is tud. Kirara hűséges társa Szangónak mindig vele van és segít neki a bajban. Azt is megengedi Szangónak, hogy a hátán utazzon.

### Kóga
Kóga egy farkasdémon klán főnöke. Lábaiban lévő Ékkőszilánkok miatt nagyon gyors. A jobb kezében is volt egy Ékkőszilánk ám az a paradicsommadarakkal vívott harcban elveszítette. Eleinte vérszomjas természetű volt, ám Kagome miatt némileg megváltozott. Első találkozásuk után, mikor rájött, hogy Kagome látja az Ékkőszilánkokat, elrabolta, hogy általa szerezhessen még több szilánkot. Valamint ezek segítségével legyőzhesse a klánjuk legnagyobb ellenségét a Paradicsommadarakat. Közben Inujasa is rájuk talált Sippó segítségével és leszámol a Paradicsommadarakkal. Kóga kissé beképzelt és roppant rámenős. Kagomét az asszonyának tekinti és el akarja hódítani Inujasától. Nincsenek jóban Inujasával, folyton leszólja és pocskondiázza őt. Később szert tesz a Goraisira, amivel erős lesz. Megtudta, hogy Kagome érzi az ékkőszilánkok jelenlétét, és ez neki pont kapóra jött. Elrabolta a lányt, és később meglátva Kagome jó tulajdonságait, eldöntötte, hogy Kagome az asszonya lesz. Inujasa szörnyen féltékeny Kógára. Ha ők ketten találkozak, mindig veszekednek, de nem ölik meg egymást. Bár Kagome nem viszonozza Kóga érzéseit nemis ellenzi őket, sőt néha úgy fest kimondottan szívesen nézi Inujasa féltékenykedését. Kóganak valójában van már egy menyasszonya, a szintén farkasszellem Ajame akinek még gyerekként azt ígérte, hogy feleségül veszi, de amikor Ajame ezt számonkéri Kóga erősen visszakozni látszik..
- Hangjai:
  - japán: Macuno Taiki
  - angol: Scott McNeil
  - magyar: Előd Álmos

### Tótószai
Tótószai egy démon fegyverkovács aki különböző démoni kardokat készít. Ő készítette InuTaisó agyaraiból a Tesszaigát és a Tenszeigát. Szessómaru szolgája Dzsaken egyszer felkeresi, hogy, készítsen Szessómarúnak egy pusztító erejű kardot. Ám nem igazán akar kötélnek állni, nem akar gonosz kardot készíteni. Eleinte nem sokra tartja Inujasát de később viszonylag úgy ahogy megbarátkozik vele. Tótószai modora kissé kötekedős jellemben kicsit hasonlít Mjógára az az ha csak lehet távol tartja magát a veszélytől, de azért Mjógánál bátrabb.
- Hangjai:
  - japán: Janami Dzsódzsi
  - angol: Richard Newman
  - magyar: előtte Vizy György volt(de mivel ő 2004-ben meghalt), helyére Rudas István lett

### Kaidzsimbó
Kaidzsimbó Tótószai tanítványa volt de rosszra használta a tanult tudást és sok gonosz kardot készített. Kimondottan rosszban van Tótószaival. Szessómaru elviszi hozzá Gosinki fejét mivel ez a démon halála előtt elharapta a Tecuszaigát és a fogaiból kardot készíttet Kaidzsimbóval. Ez a kard lesz a Tókidzsin ami azonban hatalmába keríti Kaidzsimbót és ráveszi, hogy harcba induljon Inujasa ellen.
- Hangjai:
  - japán: Aono Takesi
  - angol: Robert O. Smith
  - magyar: Bolla Róbert

### Szaimijasó – Pokoldarazsak
A Szaimjósók Naraku teremtményei. Ezekkel a mérges darazsakkal képes megakadályozni Mirokút, hogy használja a kezén lévő lyukat. Valamint kémkedésre, megfigyelésre is használja ezeket a teremtményeit.

### Kanna
Kanna a semmi démon Naraku teremtménye a testéből született meg. Kanna egy kislány, igen engedelmesen szolgálja Narakút. Varázslatos tükrével képes lelkeket rabolni és sok mindent lát is rajta keresztül. Kissé olyan mint egy holdkóros, meglehetősen nyugodt és megfontolt.
Hüségesen szolgálja Narakút, egészen a manga végefeléig, amikor is megmutatja Kagoménak hogy hol az ékkő, illetve azt is hol van Naraku emberi szive, aztán meghal.
- Hangjai:
  - japán: Nogami Jukana
  - angol: Janyse Jaud
  - magyar: Mánya Zsófia

### Gosinki
Gosinki roppant erős hatalmas méretű démon. Naraku teremtménye, Inujasával vívott harcában képes volt kettéharapni a Tecuszaigát. Majdnem legyőzte Inujasát, de Inujasa a szorult helyzetében apja démoni vére lett urrá rajta, és széttépte Gosinkit. Szessómaru később Gosinki fogaiból csináltat magának kardot, hogy harcolhasson vele a Tecuszaiga ellen amit persze Inujasa Tótószaival helyrehozat.
- Hangjai: (43. epizód)
  - japán: Szató Maszaharu
  - angol: Michael Kopsa
  - magyar: Faragó András

### Hakudósi
Először Narakút szolgálja, majd Mórjómarút. Van egy engedelmes állata, Entei. Rengeteg tervet eszelt ki, hogyan ölje meg Narakút, de végül meghalt.

### Sinidamacsu
Démonok, Kikjó feltámasztása után ezek a lények egészítik ki hiányos lelkét, ők hordják neki a holt emberek lelkeit, amikkel életben tartja magát. (a "sinidama" jelenti a holt lelkeket). Felderítésre, és üzenetküldésre is alkalmasak, és repülnek.

### Inu no Taisó
Daijókai (vezérdémon), Inujasa és Szessómaru apja, kutyadémon, a nyugati földek ura. Az ő agyaraiból készült a Tesszaiga és Tenszeiga.
Nagyon szerette Izajoit, épp ezért miután megmentette a kis Inujasával együtt elküldte őket Takemaru kastélyából, és végsőkig harcolt vele. Ám mindketten meghaltak. Takemaru is, és Inu no Taisó is.
- Hangjai:
  - japán: Ócuka Akio
  - angol: Dale Wilson / Don Brown (nagykutyaszellem angol hangja)
  - magyar: Kőszegi Ákos

### Izajoi
Inujasa halandó édesanyja. Inujasa még kicsi volt, amikor meghalt (kb. 5-6 éves lehetett).
- Hangjai:
  - japán: Inoue Kikuko
  - angol: Alaina Burnett
  - magyar: Nyírő Eszter

### Szeija – Szessómaru Anyja
Kutyaszellem. Nem nagyon tudni róla semmit, de a mangában feltűnik. Ő ellentétben Izajóval szellem volt. Többnyire ezért gúnyolja Szessómaru Inuyashát, mert neki nem szellem volt az anyja. Kissé kegyetlen mivel a mangában hagyta volna meghalni Szessómarut.

### Kagome édesanyja és Nagyapja
Emberek. Kagome édesanyját egyszerűen csak mamának szólítják. Nagyapját pedig nagyapának. Nagyon megértőek. A nagypapa mindig kitalál valami betegséget, hogy igazolni tudja Kagome hiányzásait. Néha túlzásba is viszi. Egyébként Kagome nagyapját Dzsiicsannak hívják.
- Kagome édesanyjának a hangjai:
  - japán: Dodo Aszako
  - angol: Cathy Weseluck
  - magyar: Sz. Nagy Ildikó (Az 1. és a 3. mozifilmekben pedig Farkas Zita a magyar hangja.)
- Kagome nagyapjának a hangjai:
  - japán: Macuo Ginzo (1st voice), Szuzuki Kacumi (2nd voice)
  - angol: French Tickner
  - magyar: Szalai Imre

### Kagome barátnői
Ajumi, Eri és Juka. Kagome osztálytársai. Nagyon kíváncsiak, és folyton faggatják Kagomét a fiúiról.
- Ajumi hangjai:
  - japán: Okamoto Nami
  - angol: Cathy Weseluck
  - magyar: Simonyi Piroska
- Eri hangjai:
  - japán: Macuda Juki
  - angol: Saffron Henderson (1st voice), Rebecca Shoichet (2nd voice)
  - magyar: Berkes Boglárka
- Juka hangjai:
  - japán: Simizu Kaori
  - angol: Jilian Michaels
  - magyar: Csuha Borbála

### Hacsi
Egy Mosómedve szellem. Miroku haverja. Nagyon gyáva, de ha Miroku jól megveri, mindenre képes. Borzasztóan fél Miroku Kazaanájától. Át tud változni, és repülni is tud.
- Hangjai:
  - japán: Nakadzsima Tosihiko
  - angol: Terry Klassen
  - magyar: Csuha Lajos

### Musin
Egy részeges öregember. Szeret viccelődni. Ő nevelte fel Mirokút az apja tragikus halála után.
Miroku tiszteli, de azért néha elveri azért, hogy kijózanodjon.
- Hangjai:
  - japán: Fudzsimoto Juzuru
  - angol: Alec Willows
  - magyar: Kardos Gábor

### Ginta és Hakkaku
Kóga követői. Folyton mindenhová utánamennek, de hatalma a szivük. Igaz gyávák, de ha a barátjukról van szó, akkor szó nélkül harcolnak. Nagyon féltik Kógát, és a farkasokat is.
- Ginta hangjai:
  - japán: Josino Hirojuki
  - angol: Paul Dobson
  - magyar: Stern Dániel
- Hakkaku hangjai:
  - japán: Kisio Daiszuke
  - angol: Alistair Abell
  - magyar: 1. Pálmai Szabolcs, 2. Kisfalusi Lehel

### Akago
Ő Naraku emberi szive. Egy ideig Mórjómaruban volt, de a mangában Naraku visszaveszi, és a Furjóheki használatával eltünteti az auráját.

### Cubaki
Egy sötét papnő. Kikjóval együtt tanult, de rossz útra tévedt. Ő átkozta meg Kikjót, hogy ha szerelembe esik, akkor annak tragikus vége lesz. Kagome legyőzi, azzal a módszerrel, mint annak idején Kikjó. Két segítője van Momidzsi és Botan.
Cubaki (fiatal) hangjai:
- - japán: Janada Miho
  - angol: Sharon Alexander
  - magyar: Kerekes Andrea

Cubaki (öreg) hangjai:
- - japán: Arima Mizuka
  - angol: Kathy Morse
  - magyar: Bókai Mária

### Menómaru
Az első mozifilmben feltűnő lepkeszellem. Hjoga utódja. Kinából jöttek Japánba 200 éve a két segítőjével, Rurival, és Harival. Gonosz tréfát űz Inujasáékkal.
- Hangjai:
  - japán: Szeki Tomokazu
  - angol: Vincent Gale
  - magyar: Viczián Ottó

### Ruri és Hari
Az első mozifilmben szerepelnek, ők a Memómaru lepkeszellem segítői. Az egyik fekete hajú, aki elmásolta a Miroku képességét, a Szélörvényt, a másik pedig halványlila hajú, aki a Szango kétfarkú macskáját, Kirarát vette el tőle.
- Ruri hangjai:
  - japán: Siina Hekiru
  - angol: Venus Terzo
  - magyar: Böhm Anita
- Hari hangjai:
  - japán: Kavakami Tomoko
  - angol: Lalainia Lindbjerg
  - magyar: Dögei Éva

### Kaguja Hime
A második mozifilm gonosz Tennyo másolata. Igazából gyönyörű, és a Mennyek madártoll talárját akarja megszerezni. Miroku nagyapja pecsételte bele egy tükörbe és csak az öt legendás tárgyal lehet kiszabadítani úgy, hogy a Fudzsi öt tavába dobják. Persze Naraku Kagurát és Kannát arra utasítja, hogy szerezze meg az öt legendás tárgyat. Megis találják az egészet és így kerül ki Kaguja a tükörből. Kaguja ebbe a tükörbe próbalta bezárni InuYasha emberi részét. De Kagome megkadályozza.
- Hangjai:
  - japán: Harada Mieko
  - angol: Nicole Oliver
  - magyar: Törtei Tünde

### Szecuna no Takemaru
Egy tábornok, aki szerette Izajoit, de megölte azért mert gyermeket várt egy jókaitól. A harmadik mozifilmben szerepel, amikor Inuyasha és Szessómaru együttes erővel győzik le az apjuk harmadik kardját, a Szó'ungát. (A mozifilm szerint a három kard a három világ legyőzője, a Tesszaiga a földé, ahol az emberek élnek, a védelmező kard, a Tenszeiga a mennyek kardja, a feltámasztó, a Szó'unga pedig a pokol kardja, a pusztító.)
- Hangjai:
  - japán: Macumoto Jaszunori
  - angol: Jonathan Holmes
  - magyar: Szatmári Attila

### A Háború négy istene
A negyedik mozifilm négy főgonosza, közös nevükön a Sitósin. A Haurai szigeten élnek, ami ötven évenként jelenik meg. Hanyó-erővel táplálkoznak. Végül nekik is az lesz a vesztük, hogy összeakadnak Inujasáékkal.
Rjura no Anidzsa, Gora, Dzsura és Kjora.
- Rjura no Anidzsa hangjai:
  - japán: Canna Nobutosi
  - angol: Kristian Ayre
  - magyar: Rajkai Zoltán
- Gora hangjai:
  - japán: Szaizen Tadahisza
  - angol: Ward Perry
  - magyar: Bolla Róbert
- Dusura hangjai:
  - japán: Kuszao Takesi
  - angol: Jason Simpson
  - magyar: Megyeri János
- Kjora hangjai:
  - japán: Tobita Nobuo
  - angol: Ted Cole
  - magyar: Galbenisz Tomasz

### Ai
Féldémon. A Haurai szigeten élő legkisebb féldémon kislány, és őt küldik el megkeresni Inujasát
- Hangjai:
  - japán: Motoi Emi
  - angol: Nicole Bouma
  - magyar: Pekár Adrienn

### Aszagi
Féldémon. A Haurai szigeten élő legidősebb féldémon kislány, kissé a többiek vezetője is.
- Hangjai:
  - japán: Orikasza Fumiko
  - angol: Rebecca Shoichet
  - magyar: Lamboni Anna

### Ajame
Démon. Egy farkasdémon lány, aki szerelmes Kógába és megígérte, hogy elveszi őt feleségül.
- Hangjai: (83., 84. és 102. epizód)
  - japán: Kakazu Jumi
  - angol: Natalie Walters
  - magyar: Mánya Zsófia

### Bokuszenó
Növény démon. Egy mangoliafa démon. Belőle készült a Tecuszaiga és a Tenszaiga hüvelye.

### Bunza
Démon. Tótószai kis tanítványa. Az animében akkor jelenik meg, amikor Inujasa Tótószaihoz megy, mert meg szeretné tudni, hogyan törheti át Naraku pajzsát. Tótószai mindenféle feladatot ad nekik, és ők azt hiszik hogy ez a kiképzés része.
- Hangjai: (72. epizód)
  - japán: Noda Dzsonko
  - angol: Cathy Weseluck
  - magyar: Seder Gábor

### Dai és Roku
Féldémon. A Haurai szigeten élő, két kicsit szemtelen féldémon ikertestvér srác. Hajuk színe az egyiknek narancsoszöld, a másiknak pedig zöldesnarancs.
- Dai hangjai:
  - japán: Kobajasi Ju
  - angol: Gabe Khouth
  - magyar: Szalay Csongor
- Roku hangjai:
  - japán: Kiucsi Reiko
  - angol: Gabe Khouth
  - magyar: Berkes Bence

### Endzsu
Démon. Uraszue teremtménye. Képes agyagkatonákat készíteni, mert Uraszue megtanította rá. Később a bátyja kényszeríti őt agyagkatonák készítésére.
- Hangjai: (92. epizód)
  - japán: Orikasza Fumiko
  - angol: Lisa Ann Beley
  - magyar: Csondor Kata

### Esi
Ember. Egy rajzoló, aki egy Ékkőszilánk segítségével tintadémonokat tud megidézni.

### Fake Szuidzsin
Démon. A hamis vízi isten, aki ellopja Szuidzsin szigonyát, amivel átveszi a hatalmat.

### Gatemmaru
Démon. Egy rablóbanda gonosz nőgyilkos vezére.
- Hangja: (51-52., 100. epizód)
  - japán: Kojaszu Takehito
  - angol: Adam Henderson
  - magyar: Varga Rókus, majd Gubányi György István

### Gokurakucsó
Démon. Paradicsommadarak, a farkasdémonok nagy ellenségei.

### Kemukudzsara no Bakemono
Démon. Hajdémon. Naraku egyik inkarnációja.

### Hiten
Démon. A villámfivérek szebbik tagja, lándzsájával pusztító villámokat szórt.
- Hangjai: (9-10. epizód)
  - japán: Canna Nobutosi
  - angol: Andrew Francis
  - magyar: Seszták Szabolcs

### Hitomi
Ember. Szóta szerelme.
- Hangjai: (90. epizód)
  - japán: Tomiszaka Akira
  - angol: Nicole Bouma
  - magyar: Kántor Kitty

### Hódzso
Ember. Kagome udvarlója a sulijából. Mivel Kagome nagyapja mindenféle betegséget kitalál, Hódzso rengeteg ajándékot visz Kagoménak (gyümölcsöket, talizmánokat stb.).
- Hangjai:
  - japán: Ueda Judzsi
  - angol: Matt Smith
  - magyar: Bódy Gergő

### Dzsinendzsi
Féldémon. Hatalmas termetű, kissé mulya féldémon. Anyjával gyógynövénykertet gondoz.
- Hangjai: (31. és 96. epizód)
  - japán: Egava Hiszao
  - angol: Michael Dobson
  - magyar: Kapácsy Miklós

### Dzsinendzsi szülei
Féldémon. Féldémon fiú, apja lódémon, anyja ember.
Jinenji anyja hangjai: (31. és 96. epizód)
- - japán: Fudzsi Nacuko
  - angol: Stevie Vallance
  - magyar: Várnagy Katalin

### Dzsúrómaru
Démon. Naraku teremtménye, szájában egy másik démon Kagerómaru rejtőzik.

### Kagerómaru
Démon. Dzsúrómaru szájában rejtőzködő roppant gyors démon. Szintén Naraku teremtménye.
- Hangjai: (46. epizód)
  - japán: Jamazaki Takumi
  - angol: Brian Drummond
  - magyar: Varga Rókus

### Kamakiri
Démon. Imádkozó sáska-démon, aki egy hercegnő kinézetét ölti magára, akit már felfalt.

### Kanade
Ember. A Hórai szigetet védelmező papnő, aki a sziget védelmében feláldozta magát.
- Hangjai:
  - japán: Van Tomiko
  - angol: Rebecca Shoichet
  - magyar: Gerbert Judit

### Karan
Démon. A macskák famíliájába tartozó démon. Képessége, hogy tüzet tud csiholni magából.
- Hangjai: (75-77. epizód)
  - japán: Teppózuka Jokó
  - angol: Maggie Blue O'Hara
  - magyar: Zsigmond Tamara

### Kavaramaru
Démon. Uraszue teremtménye, Endzsu bátyja. Rákényszeríti Endzsút agyagkatona-készítésre. Miután Inujasa legyőzi őt, Endzsu szabaddá válik.
- Hangjai: (92. epizód)
  - japán: Szaszaki Szeidzsi
  - angol: Ward Perry
  - magyar: Breyer Zoltán

### Kidzsó Uraszue
Démon. Ő támasztja fel Kikjót, hogy segítsen neki ékkőszilánkokat szerezni.
- Hangjai: (14. epizód)
  - japán: Óta Josikó
  - angol: Cathy Weseluck
  - magyar: Bókai Mária

### Koharu
Ember. Egy árva lány, szereti Mirokút, Miroku segített rajta, mikor a falujában járt.
- Hangjai: (41-42. epizód)
  - japán: Ivacubo Rie
  - angol: Brittney Irvin
  - magyar: Kapu Hajnalka

### Kórju
Állat démon. Sóten házi kis sárkánya. Ha háromszor fejbe verik, akkor átváltozik egy kis felhővé, és villámokat szór.
- Hangjai: (68. epizód)
  - japán: Ótani Ikue
  - angol: Tabitha St. Germain
  - magyar: Juhász Zoltán

### Kumo Gasira
Démon. Embernek tűnő pókdémon.

### Manten
Démon. A villámfivérek csúnyábbik tagja. A szájából képes tüzet okádni.
- Hangjai: (9-10. epizód)
  - japán: Inada Tecu
  - angol: Alvin Sanders
  - magyar: Sótonyi Gábor

### Maju
Ember. A saját hibájából meghal egy tűzben, és kísértetként visszajár. Kagome megmenti őt.
- Hangjai: (12. epizód)
  - japán: Szaito Ajaka
  - angol: Chantal Strand
  - magyar: Kántor Kitty

### Mimiszenri
Démon. Egy öreg nagy fülű démon, aki szinte mindent meghall.

### Moegi
Féldémon. A Hórai szigeten élő egyik féldémon kislány, komoly megfontolt jellemű.
- Hangjai:
  - japán: Macuda Juki
  - angol: Justine Wong
  - magyar: Talmács Márta

### Mukadezsóró
Démon. Egy százlábú démon, ő rántja be a kútba Kagomét.

### Muonna
Démon. Anyadémon. Szessómaru általa akarja tőrbe csalni Inujasát.

### Muszó
Féldémon. Naraku emberi szívét hordozó arctalan lény, akit kicsivel később újra magába olvasztott Naraku.
- Hangjai: (69-71. epizód)
  - japán: Szugita Tomokazu (arcnélküli), Janaka Hirosi (arccal)
  - angol: Brian Dobson
  - magyar: Juhász Zoltán

### Nanusi
Ember. Annak a falunak a vezére, akit a hamis vízi isten sakkban tart.

### Nikuzuki no Men
Démon. Húsevő maszk, Kagome ékkőszilánkjainak közelsége miatt kelt újra életre.

### Nobunaga Amari
Ember. A Takeda klán szamurája. Japán történelmi személy, titkon szereti Cuju hercegnőt.
Van egy majma,akinek Hiyashimaru a neve. 
- Hangjai: (8. epizód)
  - japán: Isida Akira
  - angol: Brad Swaile
  - magyar: Pálmai Szabolcs

### Hjónekozoku no Ojakata-szama
Démon. A macskák famíliájába tartozó démon.

### Raszecu
Ember. Raszecu gyújtotta rá Onigumóra a házat, miután az átverte őt. Hetvenéves öregemberként, halála előtt megvallja bűneit Kikjónak (többek között, hogy Onigumo indíttatására akarta megölni Kikjót), és rábízza a "mage"-ját, ami a harcos férfiak copfja, hogy temesse el neki a Hakureizan szent hegynél, ahol a lelke megtisztulhat.
- Hangjai: (87. epizód)
  - japán: Nodzsima Akio
  - angol: John Payne
  - magyar: Bordás János (fiatal), Kajtár Róbert (idős)

### Rjojakan
Démon. Nagy farkasdémon, Naraku uszítja Inujasa ellen, de egyébként békés természetű.
- Hangjai:
  - japán: Janada Kijojuki
  - angol: Colin Murdock
  - magyar: Faragó András

### Rjósu no Hime
Ember. Miroku felesége lenne. Hótündér.

### Rjúkocuszei
Démon. InuTaisó ellensége volt. Naraku feltámasztja, de Inuyasha végleg legyőzi.

### Szakaszagumi no Jura
Démon. Jura a hajdémon. Az ékkőszilánkokra fáj a foga, de belebukik.
- Hangjai: (3-4. epizód)
  - japán: Jadzsima Akiko
  - angol: Chara Zanni
  - magyar: Roatis Andrea

### Szambiki no Szaruszei
Démon. Három majom. Viccesek és nagyon idegesítőek.

### Szarugami-szama
Démon. A majmok istene.

### Szatoru
Ember. Maju testvére, ő kómába esett a tűzben, és Maju meg akarja ölni.

### Szeikai
Ember. Egy szerzetes, aki leleplezi Kikjó titkát a sorozat elején.

### Szerina és Szuzana
Ember. Két nindzsa lánytestvér, és Szangót ráveszik, hogy tanítsa őket a szellemirtásra.
- Szerina hangjai: (59. epizód)
  - japán: Tagucsi Hiroko
  - angol: Anna Cummer
  - magyar: Czető Zsanett
- Szuzuna hangjai: (59. epizód)
  - japán: Jamazaki Vakana
  - angol: Brittany Wilson
  - magyar: Ungvári Zsófia

### Sibu Karaszu
Állat démon. Egy varjúdémon az ő jóvoltából töri szét a szent gyöngyöt (ékkő).

### Sion
Féldémon. A Haurai szigeten élő egyik féldémon kissrác, meglehetősen félénk.
- Hangjai:
  - japán: Simizu Kaori
  - angol: Aidan Drummond
  - magyar: Komáromi Márk

### Siori
Féldémon. Apja denevérdémon, anyja ember, ő is egy félszellem, és egyben a pajzs őrzője is. Az ő segítségével lesz az erőteret törő Tecuszaiga.
- Hangjai: (73-74. epizód)
  - japán: Mizuhasi Kaori
  - angol: Nicole Bouma
  - magyar: Ungvári Zsófi

### Siori apja, Cukujumaru
Démon. Egy denevérdémon. Ő védte meg apjától a falut, ahol éltek.

### Siori anyja
Ember. A félszellem kislány édesanyja, aki szerelmes volt egy denevérszellembe, és egy kislányt szült neki. A kislánya származása miatt állandóan bántják a falusiak a denevértámadások miatt. Így egy nap feláldozza nekik Siorit.
- Hangjai: (73-74. epizód)
  - japán: Jamagucsi Juriko
  - angol: Lisa Ann Beley
  - magyar:

### Sunran
Démon. A macskák famíliájába tartozó démon. Képessége, hogy a botjával mindent megfagyaszt.
- Hangjai: (75-77. epizód)
  - japán: Macuda Juki
  - angol: Jocelyne Loewen
  - magyar: Ullmann Zsuzsa

### Súran
Démon. A macskák famíliájába tartozó démon. Képessége, hogy a fején található fejdíszén keresztül villámokat lövell.
- Hangjai: (75-77. epizód)
  - japán: Takacuka Masaja
  - angol: Scott Logie
  - magyar: Papucsek Vilmos

### Szóten
Démon. Hiten és Manten, a két villámfivér legfiatalabb kistestvére.
- Hangjai: (68. epizód)
  - japán: Mizutani Juko
  - angol: Rebecca Shoichet
  - magyar: Szabó Luca

### Szuidzsin
Démon. Az igazi vízi isten, vízi tündér. Amakoi szigonyának jogos tulajdonosa.

### Taigokumaru
Démon. Denevérdémonok vezére

### Takeda Kuranoszuke
Ember. Egy gazdag uraság. Szango udvarlója lesz.
- Hangjai: (78. epizód)
  - japán: Mijamoto Micuru
  - angol: Ted Cole
  - magyar: Magyar Bálint

### Tarómaru és Szuekicsi
Ember. Két jóbarát kisgyerek a vízi isten tava melletti faluból.

### Tatarimokke
Démon. Lélektilinkó. A gyermekek lelkét vezeti a túlvilágra.

### Tesszo
Démon. Patkánydémon.

### Tókadzsin
Féldémon. Egy démonfát nevelő kövér féldémon, aki a hosszú élet gyümölcsét akarja a fától.
- Hangjai: (57-58. epizód)
  - japán: Hori Hidejuki
  - angol: Samuel Vincent
  - magyar: Kapácsy Miklós

### Tóran
Démon. A macskák famíliájába tartozó démon. Képessége, hogy virágszirmokkal kábít.
- Hangjai: (75-77. epizód)
  - japán: Tóma Jumi
  - angol: Alison Matthew
  - magyar: Czető Zsanett

### Cubo Cukai
Démon. A varázsfüst szellem irányítója.

### Cukumo no Gama
Ember. Egy nagyúr, akit megszáll egy békadémon. A 99. nemzedékének a 99. varangya.

### Cuju Hime
Ember. Cukumo no Gama felesége, az ő titkos imádója Nobunaga.